# قلعه بغسانی
قلعه بغسانی مربوط به دوره قاجار است و در شهرستان خواف، بخش سنگان - روستای بغسانی واقع شده و این اثر با شمارهٔ ثبت ۲۸۱۰۲ به‌عنوان یکی از آثار ملی ایران به ثبت رسیده‌است.